# Schoenoplectus oblongus
Schoenoplectus oblongus là loài thực vật có hoa trong họ Cói. Loài này được (T.Koyama) Soják miêu tả khoa học đầu tiên năm 1972.